# Castell de Castellar de n'Hug
El Castell de Castellar de n'Hug és un castell termenat del municipi de Castellar de n'Hug (Berguedà) declarat bé cultural d'interès nacional.

## Descripció
Tan sols queden algunes restes de murs ara aprofitats per fer un cobert o corral. Actualment no és de dimensions massa grans, de planta rectangular. El parament és de grans carreus de pedra deixats a la vista, sense desbastar, disposats en filades i units amb morter. Es poden apreciar els senyals d'algunes de les antigues obertures, actualment cegades.

## Història
Documentat el 938, els primers esments històrics daten ja del s. X. La carta de poblament, però, és de 1292. El 1326 tenim documentat a Arnau de Saga com a senyor del castell. Als s. XIV i XV també tenim diverses notícies històriques. Per acabar, sabem que durant el s. XVII fou residència del duc d'Alba. El castell, juntament amb el seu carrer, comformen el nucli original de la població. Actualment, però, ha estat força modificat per esdevenir habitatge esporàdic.